# Маса д'Албе
 За други населени места Маса вижте Маса (пояснение).  
Ма̀са д'А̀лбе (на италиански: Massa d'Albe) е село и община в Южна Италия, провинция Акуила, регион Абруцо. Разположено е на 865 m надморска височина. Населението на общината е 1478 души (към 2014 г.).